# 潮流放送
潮流放送（ちょうりゅうほうそう）とは、海上保安庁の一部の海上交通センター（マーチス）が、特定の海峡を航行する船舶に対し、潮流の状況を音声とモールス信号で送信するものである。来島海峡および関門海峡に3局が設置されていた。
本記事では、視覚情報で潮流を伝える潮流信号所についても解説する。

## 概要

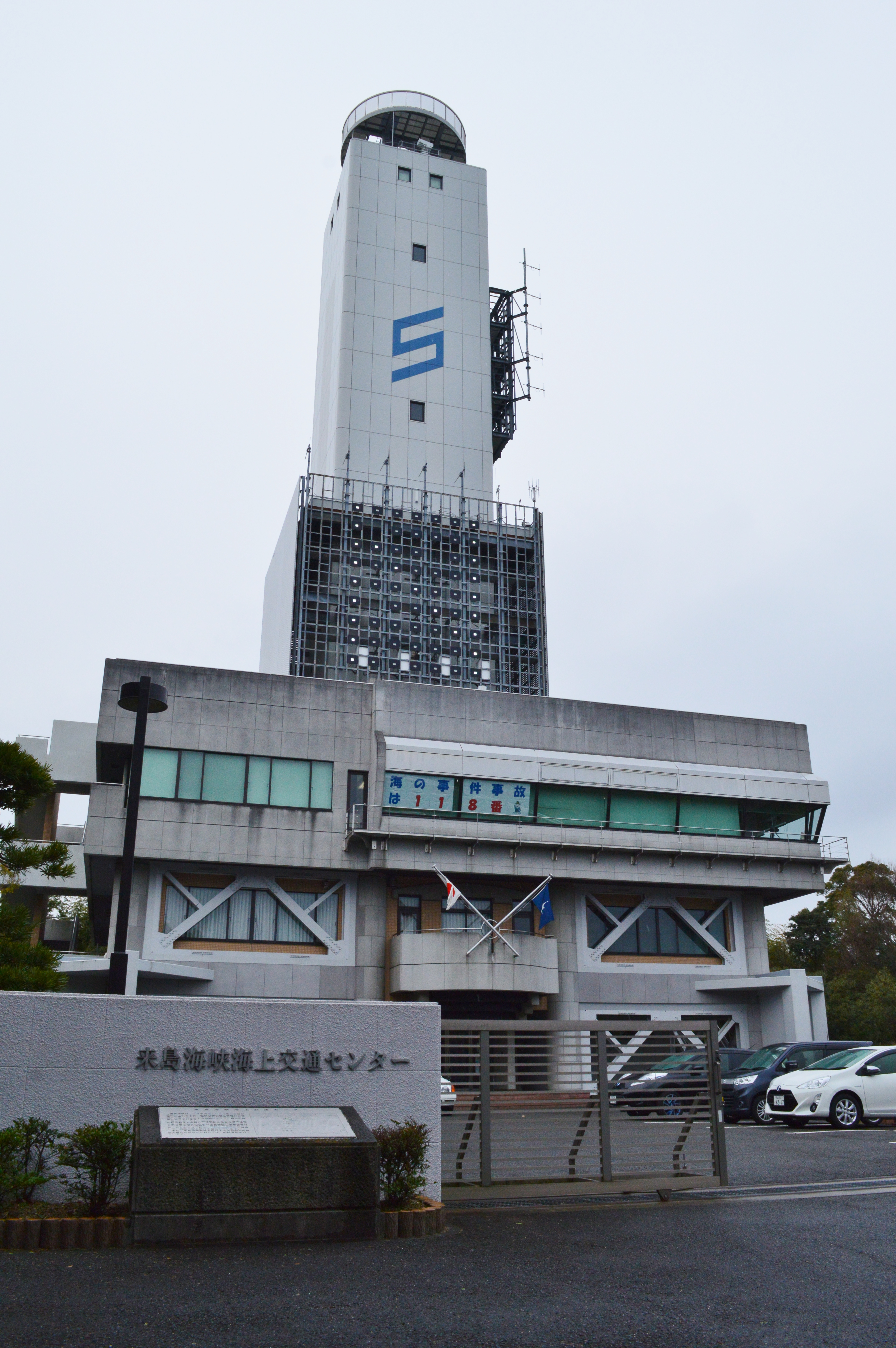
潮流放送「おおはま」・「NT」を管理する来島マーチス。写真に見える2枚の電光掲示板は、「大浜潮流信号所」として、電光式潮流信号を発信している。

電波法令上は特別業務の局による同報通信であり、地上基幹放送局による地上基幹放送ではなく、放送法令上の放送でもない。
船舶が多く航行する海峡において、潮流が著しく強い、または潮流の方向が不定期的に変化することで、航行障害を起こして海上交通の妨げになる海峡や潮流の方向により航路が指定される海峡に設置され、音声とモールス信号により潮流の向き・流速・流速の変化の傾向について送信する。来島海峡（西水道・中水道）、関門海峡（早鞆瀬戸）の2か所に設置され、識別信号"NT"、"おおはま"、"ひのやました"の3局（前者2つが来島海峡、後者が関門海峡）により運用されていた。
この2つの海峡では、潮流にさかのぼって航行する場合に速力4ノット以上を確保して航行すること、また潮流7ノット以上のときに、停泊している船舶が潮に流されないよう処置をすることが義務付けられている。特に来島海峡では、潮流の流行と同じ方向（順潮時）に航行する時は中水道を航行し、潮流の流行に逆行（逆潮時）して航行する時は、西水道を航行する「順中逆西（じゅんちゅうぎゃくせい）」という、特殊な航法が実施されており、中水道の潮流が0ノットになり、潮流の向きが変化する「転流」のときに来島海峡を航行する際は、来島マーチスに「転流時通報」をしなければならない。（来島海峡に関する事項は、海上交通安全法に規定されている。）
ゆえに潮流放送・潮流信号は、海上交通上の処置を実施するための情報提供に利用される。（詳しくは来島海峡の項参照）
流速は、海底に埋設された流速計によるが、故障したときは、天文儀から計算されたものを用いる。
同様の送信は、来島マーチス・関門マーチスからも日本語と英語で1時間に各2回行われるほか、7ノット以上の場合には国際VHF波での送信も行われている。これに加え、ひのやました局については、呼び出し符号を除いた放送内容をそのまま自動電話サービスで提供していた。
なお、2018年2月27日に、潮流放送について定めた「郵政省告示第五百九十九号」告示が改正され、"NT"、"おおはま"の項目が削除されている。また、総務省の無線人免許でも確認できないことから来島海峡の2局は廃止したと思われる。そのため、それ以降は"ひのやました"のみが運用されていたが、こちらも自動電話サービスと共に2022年12月16日で終了したことで、すべての潮流放送が廃止された。

## 諸元

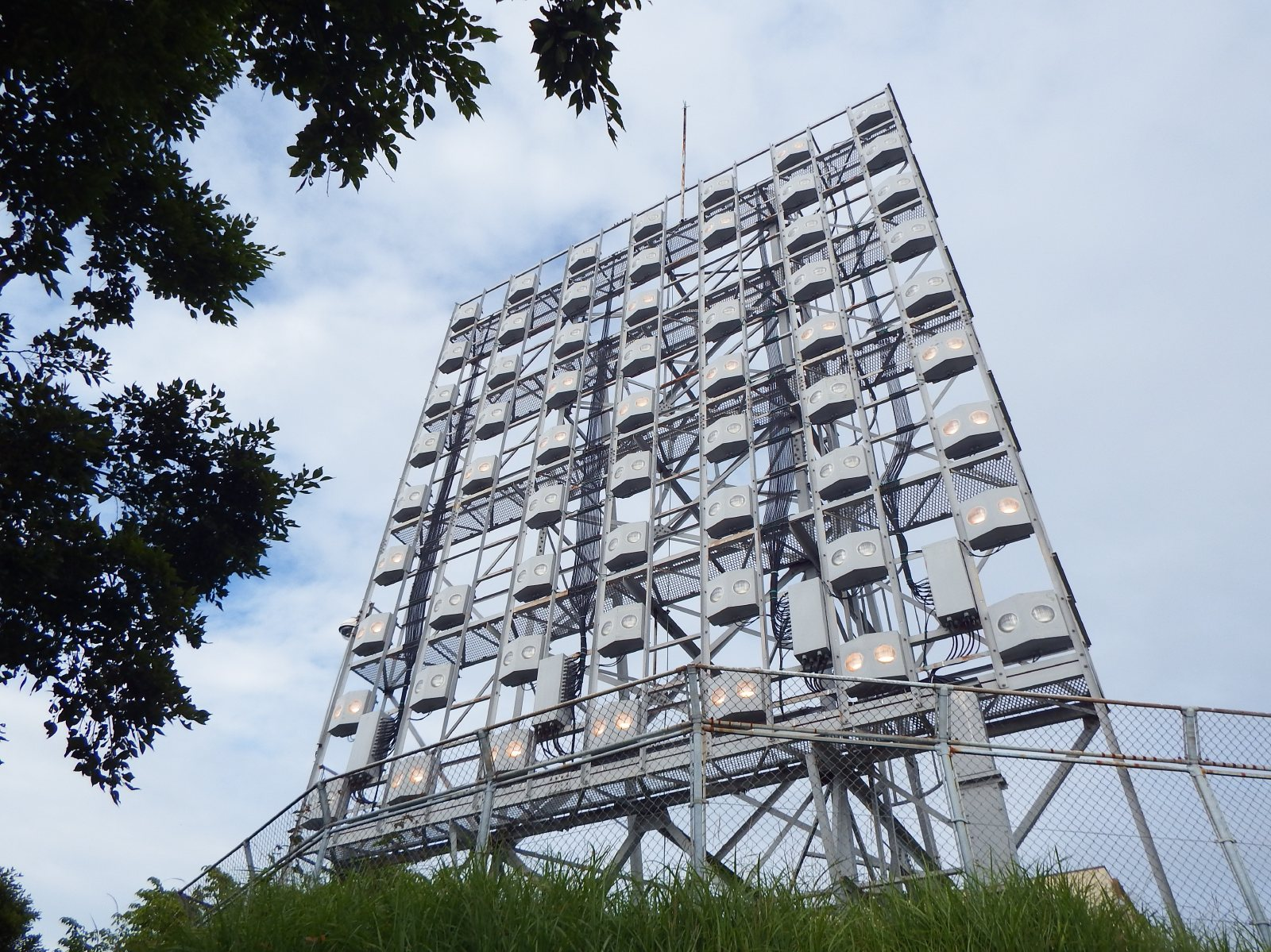
来島大角鼻潮流信号所

|                    | 大浜潮流信号所                       | 大浜（来島大角鼻）潮流信号所         | 火ノ山下潮流信号所                                           |
| ------------------ | ------------------------------------ | ------------------------------------ | ------------------------------------------------------------ |
| 識別信号           | NT（呼出符号）                       | おおはま（呼出名称）                 | ひのやました（呼出名称）                                     |
| 電波型式           | A2A                                  | H3E                                  | H3E                                                          |
| 周波数             | 1655kHz                              | 1655kHz                              | 1625.5kHz                                                    |
| 空中線電力（出力） | 25W                                  | 5W                                   | 2W                                                           |
| 送信時刻           | 『おおはま』と交互に常時             | 『NT』と交互に常時                   | 3分間隔（送信時間1分30秒）                                   |
| 通報事項           | 航路標識に関すること                 | 航路標識に関すること                 | 航路標識に関すること                                         |
| 管理               | 来島海峡海上交通センター             | 来島海峡海上交通センター             | 関門海峡海上交通センター                                     |
| 送信所             |                                      |                                      | 福岡県北九州市門司区小森江 風師山                            |
| 備考               | 郵政省告示第五百九十九号にて記削除。 | 郵政省告示第五百九十九号にて記削除。 | 自動電話サービス（0832-22-8810）と共に2022年12月16日で廃止。 |

## 送信内容

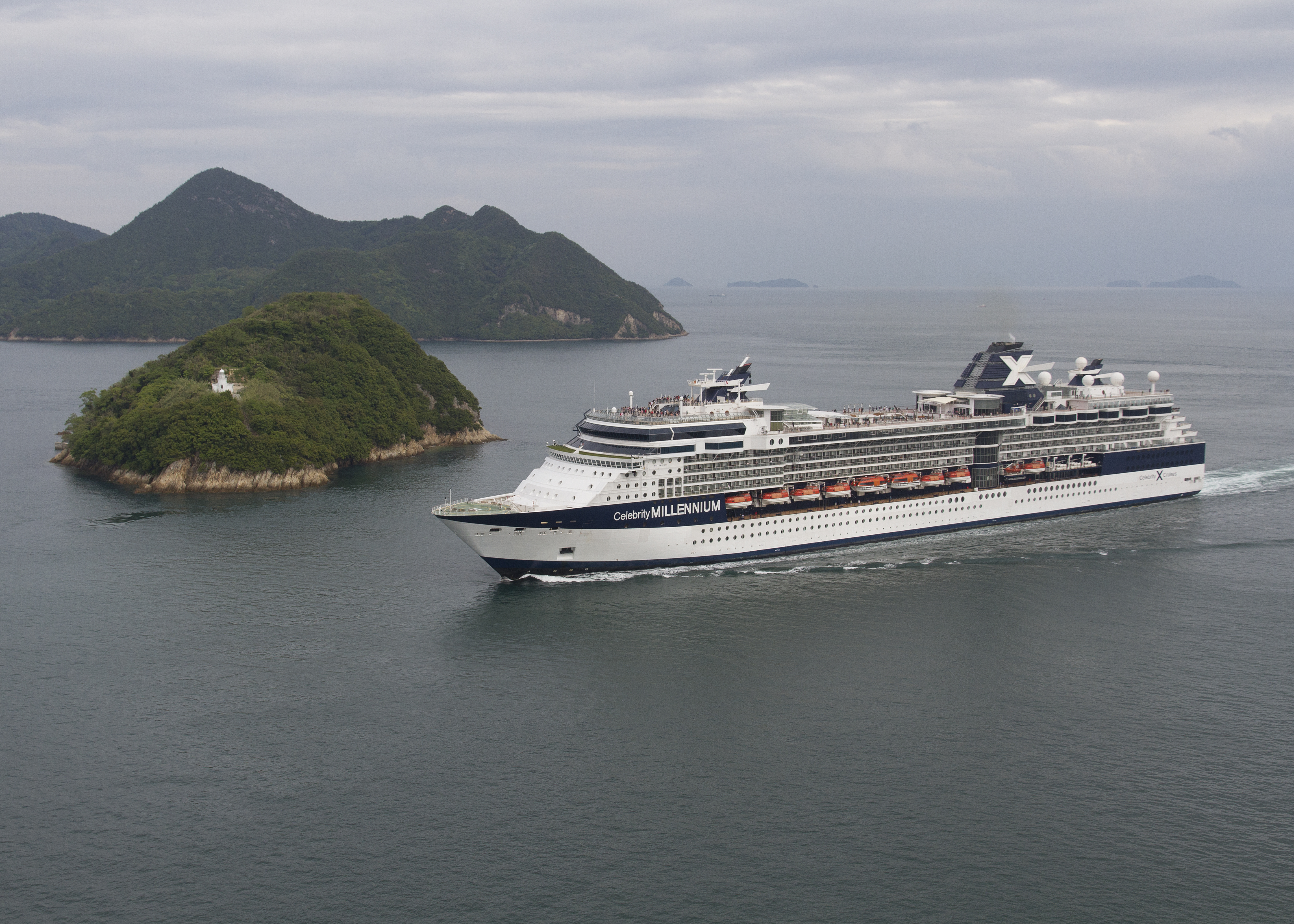
来島海峡中水道を航行する船。左の島の灯台は中渡島灯台（旧潮流信号所）

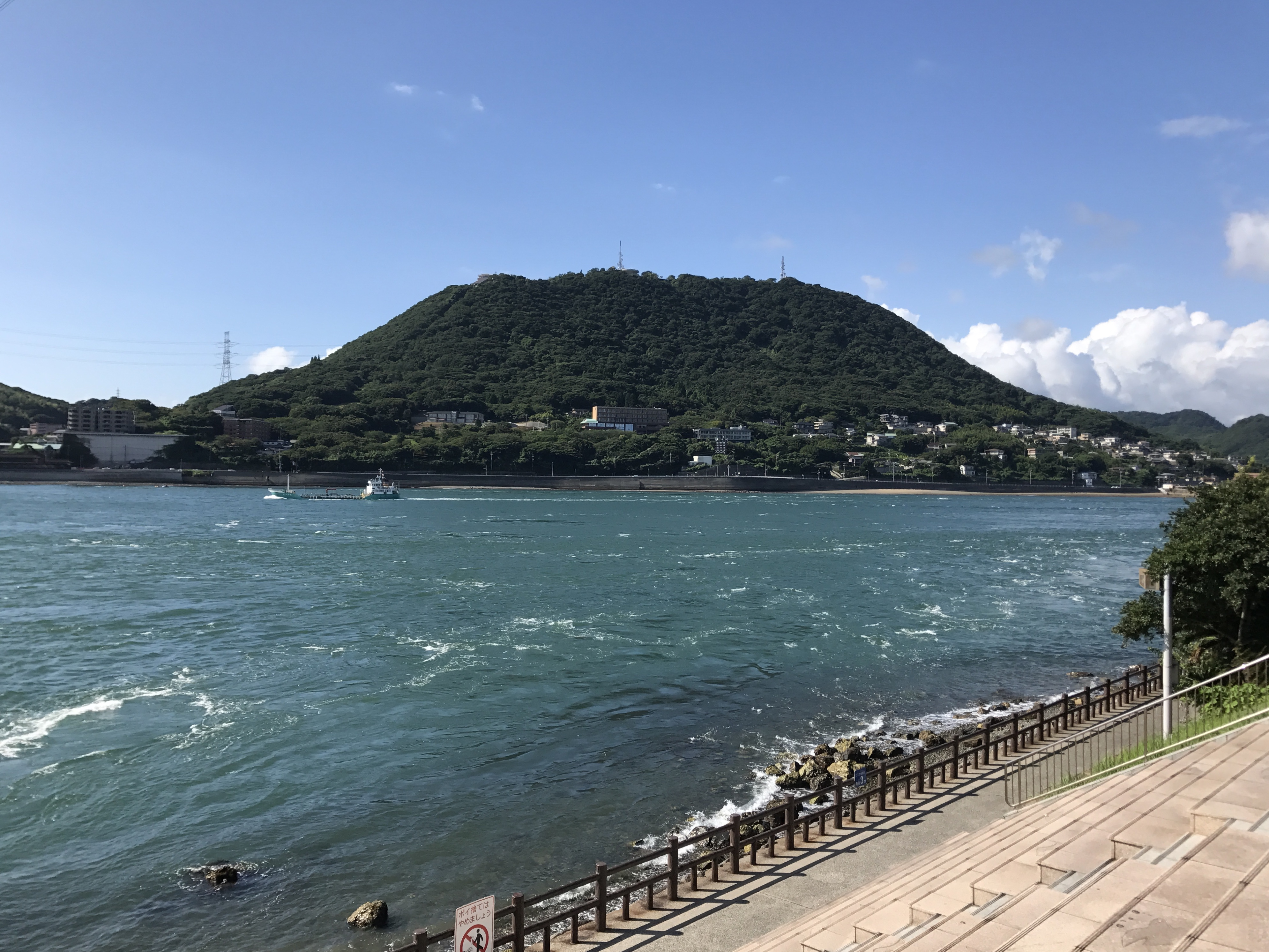
関門海峡を航行する船。写真中央に火ノ山下潮流信号所が見える。

### 大浜潮流信号所"NT"(廃止)
中水道の潮流についてモールス信号により送信される。終期とは、転流20分前～転流時刻までの時間を指す。（後述の『転流期』と混同しやすいので注意。）
また、南流・北流は後述の『南への流れ』・『北への流れ』と同じ意味である
| 流期     | 呼出符号（1回） | 潮流信号（3回） |
| -------- | --------------- | --------------- |
| 南流期   | NT              | S S S           |
| 南流終期 | NT              | LS LS LS        |
| 北流期   | NT              | N N N           |
| 北流終期 | NT              | LN LN LN        |

### 大浜（来島大角鼻）潮流信号所"おおはま"(廃止)
船舶気象通報と同様に合成音声により送信される。内容は1度繰り返される。
「各局、各局。こちらは『おおはま』。海上保安庁が、来島海峡の、潮流の状況を、お知らせします。」で始まる。
送信内容は、西水道・中水道・大角鼻沖合の、現在・30分後・1時間後の『潮流の向き』・『流速』、中水道の『転流時刻』である。
1. 潮流の向きは『○への流れ』として、方角（北・南）で表現。
2. 流速は『ノット』で整数で表現（小数点以下四捨五入）。
3. 中水道、西水道、大角鼻沖合の順に、現在（ただいま）、30分後、1時間後の順で潮流の向きと流速を示す。
4. 中水道の転流の時刻。

最後は「こちらは『おおはま』。」と告知し、"NT"の放送が始まる。

### 火ノ山下潮流信号所"ひのやました"（廃止）
船舶気象通報と同様に合成音声により送信される。内容は1度繰り返される。
電波発射を開始し「各局、各局。こちらは『ひのやました』。海上保安庁が、関門海峡、早鞆瀬戸の潮流の状況を、お知らせします。」で始まる。
送信内容は『潮流の向き』・『流速』・『流速の変化の傾向』の3つである。
1. 潮流の向きは『○への流れ』として、方角（西・東）で表現。
2. 流速は『ノット』で整数で表現（小数点以下四捨五入）。
3. 流速の変化の傾向は『速くなる』・『遅くなる』で表現。

最後は「こちらは『ひのやました』。さようなら」と告知し、一度停波。

## 潮流信号所

### 概要

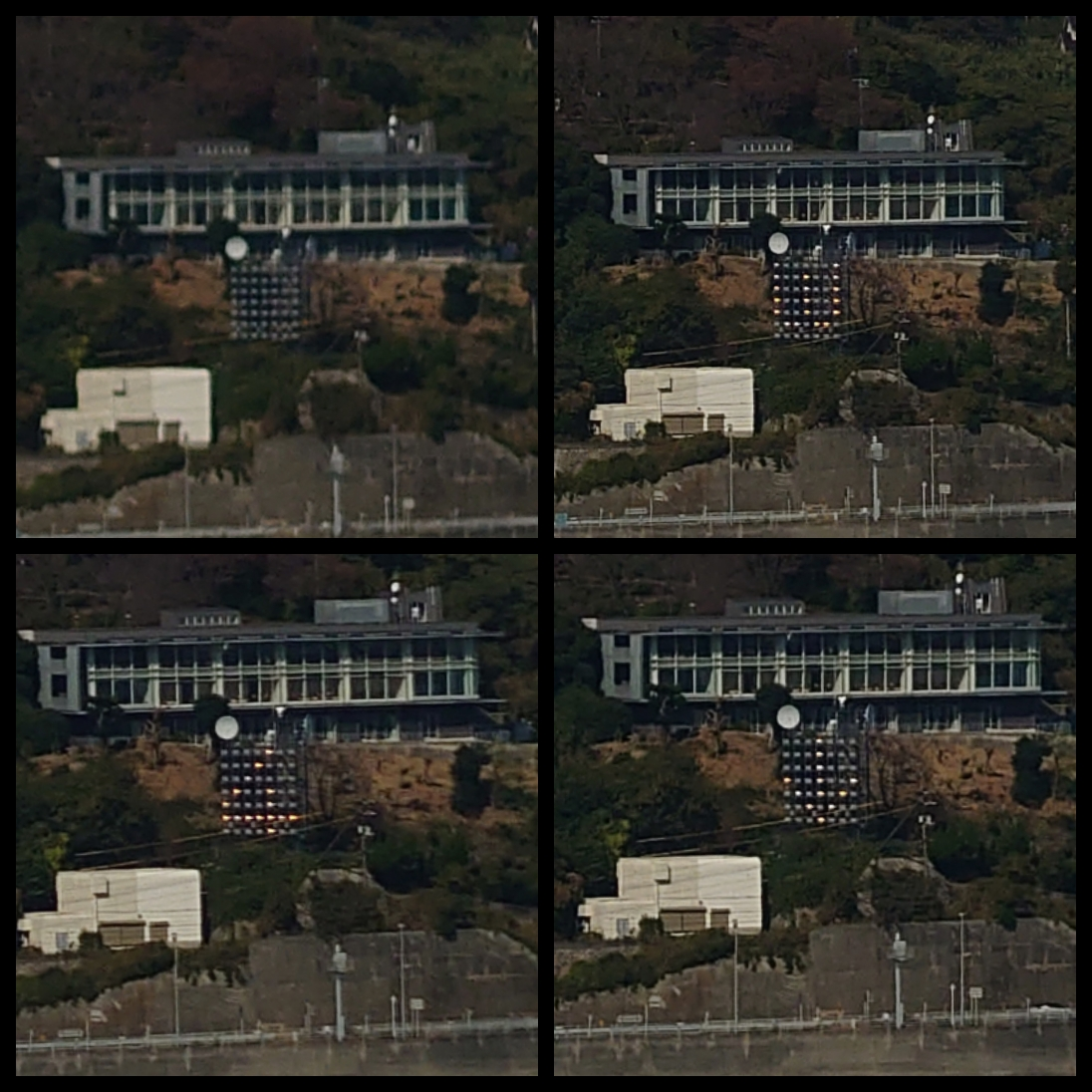
火ノ山下潮流信号所。「W4↓」と順に表示され、「西への流れで4ノット、流速は今後遅くなる」という意味になる。

来島海峡の西水道・中水道、関門海峡の早鞆瀬戸の潮流信号については、電光掲示板（来島海峡4箇所、関門海峡3箇所）による表示も行われている。表示は、潮流放送と同じように、潮流の向き、流速、流速の傾向として表示される。来島海峡には加えて、『転流期(転流20分前～転流20分後)』および『転流1時間前～転流時刻』という表記がある。表示はそれぞれ"潮流の向き→消灯→流速→消灯→流速の傾向→消灯"を繰り返す。
更に、来島海峡については、潮流放送"おおはま"と以下の相違がある。
1. 潮流放送の30分後・1時間後の潮流の予測が、"ひのやました"と同じように『流速の傾向』として表現される。
2. 実際の表示内容は、船舶が航行すべき水道（中水道もしくは西水道）の情報が表示されているが[8]、転流時を除き、潮流信号のみではどちらの情報かは確認できない。
3. 転流期は全ての潮流信号が中水道の潮流に関する情報に変わる。

- 現在の中渡島灯台にあった、腕木式・色灯火式については来島海峡の項を参照。実際の表示例については、出典[3][6]を参照されたい。
- 関門マーチス・来島ホームページ内では、関門海峡の潮流情報に関して、リアルタイムで情報が提供されている。
- 来島海峡および関門海峡周辺にはこれ以外の電光掲示板が設置されている場合があるが、それらは「出港信号」や「航行信号」等に使用されている。

### 設置場所
来島海峡
- 来島長瀬ノ鼻潮流信号所（西航船向けのみ）、来島大角鼻潮流信号所（東航船向けのみ）、大浜潮流信号所（来島マーチス屋上に設置、両方向対応）、津島潮流信号所（両方向対応）

関門海峡
- 部埼潮流信号所（部埼灯台に設置）、火ノ山下潮流信号所（放送設備は風師山に送信所を設置。）、台場鼻潮流信号所

### 表示の意味
| 種類       | 記号 | 意味                  | 使用場所 | 備考                                                                                    |
| ---------- | ---- | --------------------- | -------- | --------------------------------------------------------------------------------------- |
| 潮流の向き | N    | 北への流れ            | 来島海峡 | 燧灘→安芸灘                                                                             |
| 潮流の向き | S    | 南への流れ            | 来島海峡 | 安芸灘→燧灘                                                                             |
| 潮流の向き | E    | 東への流れ            | 関門海峡 | 響灘→周防灘                                                                             |
| 潮流の向き | W    | 西への流れ            | 関門海峡 | 周防灘→響灘                                                                             |
| 潮流の流速 | 数字 | 流速（単位:ノット）   | 共通     | 小数点以下四捨五入                                                                      |
| 潮流の流速 | ×    | 転流期                | 来島海峡 | (転流20分前～転流20分後)                                                                |
| 流速の傾向 | ↑    | 速くなる              | 共通     | 0ノット時は、四捨五入前のデータで表示 来島海峡では転流～転流20分後は 向き・×・↑と表示。 |
| 流速の傾向 | ↓    | 遅くなる              | 共通     | 0ノット時は、四捨五入前のデータで表示 来島海峡では転流～転流20分後は 向き・×・↑と表示。 |
| 流速の傾向 | ⤓    | 転流1時間前～転流まで | 来島海峡 | 航行時、転流時通報を要する。                                                            |